# Schlacht von Mek’elē
Halai – Coatit – Senafe – Debra Ailà – Amba Alagi – Mek'elē – Adua
Die Schlacht von Mek'elē war Teil des Italienisch-Äthiopischen Krieges. Dort besiegte im Jahre 1896 die äthiopische Armee die italienischen Invasionstruppen.

## Ausgangslage
Seit Januar 1895 hielten Italienische Kolonialtruppen unter Führung des Oberstleutnants Giuseppe Galliano zusammen mit sudanesischen und eritreischen Askaris die Festung von Mek'elē besetzt. Die äthiopischen Feldherren (amharisch: Ras) Mengesha, Makonnen und Welle errichteten ihr Lager in der Nähe von Mek'elē. Sie sandten Boten zu der Festung und forderten Verhandlungen sowie den Rückzug des italienischen Militärs aus Mek'elē. Am 8. Dezember 1895, unmittelbar nach der Schlacht um den Amba Alagi, begannen äthiopische Kavallerie zunächst mit der Einschließung der Italiener und einer Belagerung. Am 5. Januar 1896 forderte Ras Makonnen Galliano auf, dass er mit seinen Truppen und Askaris die Festung verlassen und nach Massaua gehen soll. Das Gepäck der italienischen Soldaten würde von Makonnens Leuten nachgebracht werden. Der italienische General Oreste Baratieri drängte seinen Unterhändler, den königlichen Kommissar Pietro Felter, die Verhandlungen auf bis zu 20 Tage herauszuzögern, um bis zu jenem Zeitpunkt eine Verstärkung zu bekommen. Bereits am 7. Januar erreichte Kaiser Menelik II. mit seiner Armee das Lager und verstärkte stattdessen die äthiopischen Truppen.

## Angriffe und Kapitulation
Noch am gleichen Tag (n. a. A. erst am 8. bzw. 10. Januar) gab Menelik II. den Befehl zum Angriff. Die gut ausgerüsteten Italiener konnten den Angriff zunächst abwehren. Über 500 Äthiopier starben auf dem Berg und zahlreiche wurden verwundet, darunter auch Ras Makonnen. Bei den Italienern hingegen sind nur sechs Tote und neun Verwundete bekannt.
Auf der Suche nach einer neuen Taktik, kam der Ehefrau von Menelik II. Taytu Betul, die mit ihrer persönlichen Leibgarde über eigene Truppen von etwa 3000 Mann verfügte, die Idee, den Italienern die Wasserversorgung abzuschneiden. Ras Makonnen befehligte noch am selben Tag darauf seine Truppen, die vor den Toren von Mek'elē befindlichen Quellen einzunehmen und zu verschütten. Vorräte an Wasser in der Zisterne der Festung hatten die Italiener nur für zehn Tage. Daher mussten die Italiener innerhalb kürzester Zeit ihren Wasserverbrauch reduzieren. Jeder Soldat erhielt nur ein viertel Liter Wasser und etwas Bier. Galliano wartete zu jener Zeit vergebens auf Verstärkung aus Adigrat. Am 10. Januar versuchten die Äthiopier ein weiteres Mal, die Festung zu stürmen. Wieder gab es eine große Anzahl an Opfern auf äthiopischer Seite. Ras Makonnen, der bei dem Angriff ein weiteres Mal leicht verwundet wurde, bat am 13. Januar um einen Waffenstillstand, um die Toten, die immer noch auf dem Feld lagen, zu beerdigen. Galliano verlangte dafür den Rückzug der äthiopischen Truppen um elf Kilometer. Makonnen erkannte, dass der italienische Oberstleutnant damit die Wasserquellen zurückerobern wollte, und ging auf das Angebot nicht ein.
Am 19. Januar erklärte Galliano seine Bereitschaft zum Rückzug aus Mek'elē, nachdem der Wassermangel und ein Brief von Oreste Baratieri ihn dazu zwangen. Menelik, der keine weiteren eigenen Verluste riskieren wollen, akzeptierte, und am 21. bzw. 22. Januar marschierten die Italiener nach Adigrat ab.

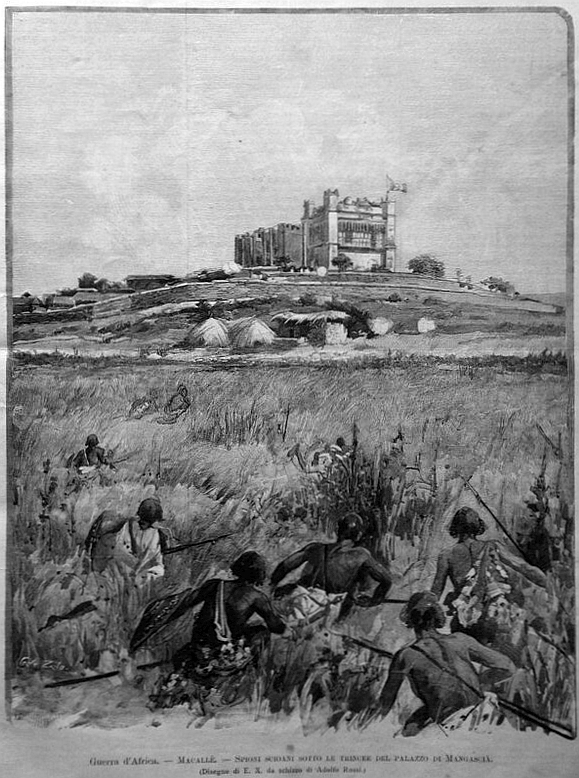
Seit Dezember war Mek’elē eingeschlossen (L’Illustrazione Italiana)
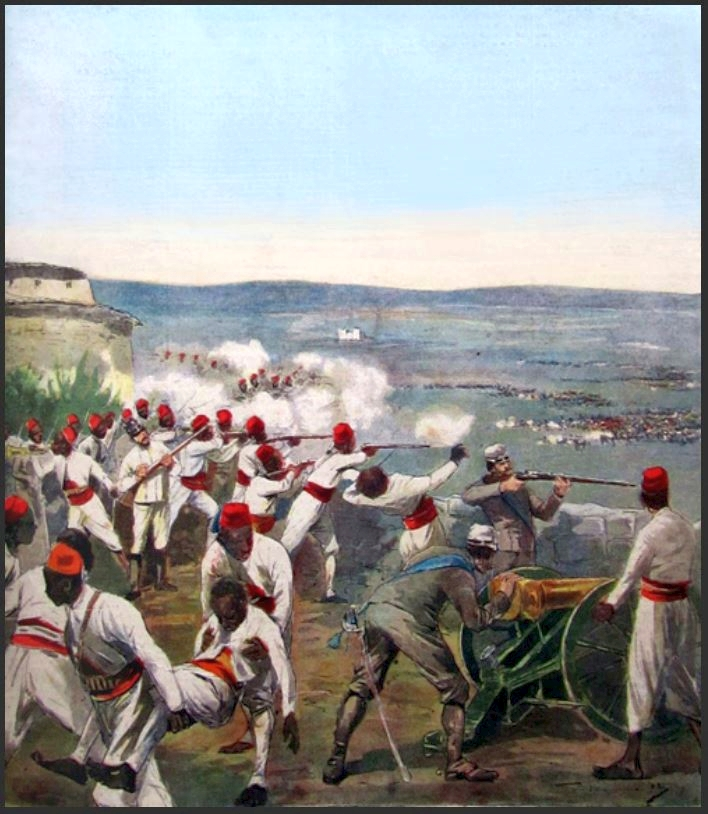
Die Askaris wehrten die äthiopischen Angriffe ab (La Tribuna Illustrata)
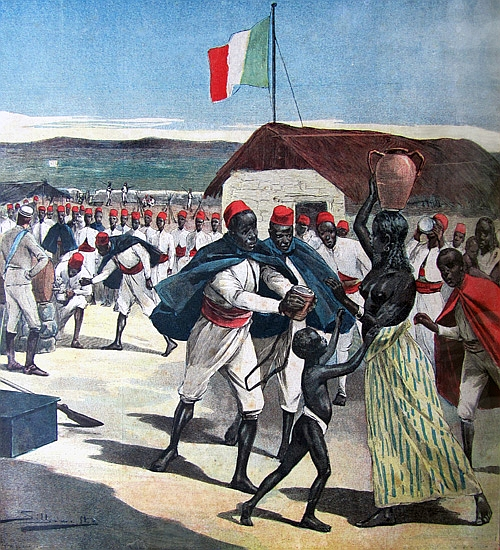
Italienern und Askaris mangelte es an Wasser (La Tribuna Illustrata)
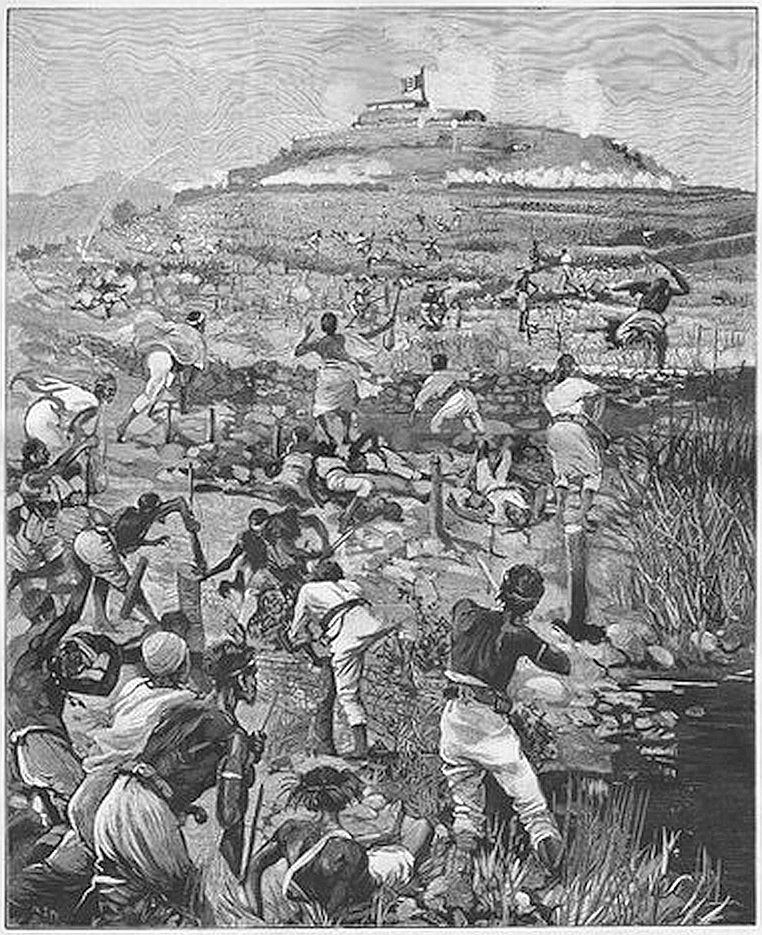
Im Kampf wurde Ras Mekonnen verwundet (L’Illustrazione Italiana)